# داني بوي (مغن راب)
داني بوي (بالإنجليزية: Danny Boy)‏ هو مغنّ راب أمريكي، ولد في 12 ديسمبر 1968 في بروكلين في الولايات المتحدة.

## وصلات خارجية
- داني بوي على موقع ميوزك برينز (الإنجليزية)